# Thalassocyon tui
Thalassocyon tui es una especie de molusco gasterópodo de la familia Ficidae.

## Distribución geográfica
Se encuentra  en Nueva Zelanda.